# 후순위채
후순위채(영어: Subordinated Debt) 또는 후순위채권(영어: Subordinated Bonds)은 은행 등의 회사가 파산 등으로 법정관리에 들어가거나 청산 절차를 밟을 경우, 다른 부채를 모두 갚고 난 다음에 돈을 받을 수 있는 권리를 가진 채권을 말한다.

## 나라별 현황

### 대한민국
다른 채권이나 예금에 비해 이율이 높은 편이나, 대한민국에서는 예금자보호법의 대상도 아니고 회사가 망할 경우 거의 받을 수 없으므로 위험 부담이 크다. 보통 5년 만기로 중도 해지가 불가능하다.
민간투자사업자는 자기자본을 후순위채로 전환하는데, 이는 법인세 납부를 회피하기 위한 방법이다. 왜냐하면 자기자본 회수 방법은 법인세 납부 후의 배당이며, 후순위채 회수 방법은 법인세 납부 전의 이자수익이기 때문이다.

## 같이 보기
- 자금시장
- 금융 시장
- 통화 정책